# نور الدين أمان حسن
نور الدين أمان حسن (مواليد 7 مايو 1943) هو ملاكم تشادي، مثّل بلاده في الألعاب الأولمبية الصيفية 1972.

## روابط خارجية
نور الدين أمان حسن على موقع أوليمبيديا (الإنجليزية)